# Shoot for the Stars, Aim for the Moon
Shoot for the Stars, Aim for the Moon es el primer álbum de estudio del rapero estadounidense Pop Smoke, y el primer proyecto póstumo tras su asesinato el 19 de febrero de 2020. Fue lanzado el 3 de julio de 2020 por Victor Victor Worldwide y Republic Records. El álbum contiene colaboraciones con Quavo, Lil Baby, DaBaby, Swae Lee, Future, Rowdy Rebel, 50 Cent, Roddy Ricch, Tyga, Karol G, Lil Tjay y King Combs. La edición de lujo del álbum se lanzó el 20 de julio de 2020, en lo que habría sido el cumpleaños número 21 de Pop Smoke. La versión de lujo incluye quince pistas adicionales, que incluyen remixes de tres canciones del álbum original. Cuenta con apariciones de invitados adicionales de Fivio Foreign, Dafi Woo, Dread Woo, Davido, PnB Rock, Jamie Foxx, Gunna, Young Thug, A Boogie wit da Hoodie, Queen Naija, Calboy y Burna Boy.
El álbum fue producido por 50 Cent, quien fue una de las mayores inspiraciones de Pop Smoke. 50 Cent se encargó personalmente de terminar el álbum de Smoke llamando a los artistas destacados y ocupándose de los plazos.
Poco antes del lanzamiento del álbum, su familia anunció que asumirían la fundación sin fines de lucro Shoot for the Stars que Pop Smoke había comenzado a establecer antes de su muerte. Lo creó con el propósito de "establecer una plataforma que ayude a los jóvenes a alcanzar sus metas en medio de vivir y crecer en circunstancias difíciles", brindando acceso a la tecnología, entre otros recursos.
El álbum debutó en el número uno en varios países, incluido el Billboard 200 de los Estados Unidos, donde Pop Smoke se convirtió en el primer acto en la historia del hip hop en tener un álbum debut póstumo en la parte superior de la lista. El álbum generó los sencillos "Make It Rain", "The Woo", "For the Night" y "What You Know Bout Love", junto con muchas otras canciones de las listas, incluyendo "Mood Swings" y "Something Special".

## Antecedentes
Antes del álbum, Pop Smoke tuvo dos apariciones póstumas como invitado, ambas lanzadas el 8 de mayo de 2020. Apareció en "Run It Up" del rapero canadiense Nav de su tercer álbum de estudio, Good Intentions. Apareció junto al rapero estadounidense Fivio Foreign en "Zoo York" del rapero estadounidense Lil Tjay de su mixtape comercial, State of Emergency.
Originalmente anunciado el 14 de mayo de 2020, el álbum tenía una fecha de lanzamiento prevista para el 12 de junio de 2020. Sin embargo, el sencillo principal del álbum, "Make It Rain", con el rapero estadounidense Rowdy Rebel, se lanzó en su lugar, y se anunció que el álbum se retrasó hasta el 3 de julio de 2020, por respeto a las protestas de George Floyd contra la brutalidad policial y el racismo sistémico. El nombre del álbum se reveló el 16 de junio de 2020, ya que estaba disponible para pre-ordenar en su tienda en línea. También se anunció que la propiedad de Pop Smoke había firmado un acuerdo de coedición con Warner Chappell Music, cubriendo toda su música pasada, así como el próximo álbum.

## Desempeño comercial
Shoot for the Stars, Aim for the Moon debutó en el número uno en el Billboard 200 de Estados Unidos. Con 251.000 unidades equivalentes a álbumes (incluidas 59.000 ventas de álbumes puros) en su primera semana. Este se convirtió en el primer debut número uno de Pop Smoke en Estados Unidos. El álbum también acumuló un total de 268,44 millones de transmisiones a pedido de las pistas del set en la semana que finalizó el 18 de julio. Hizo de Pop Smoke el primer grupo de hip hop de la historia en debutar póstumamente en el número uno del Billboard 200 con un álbum de estudio debut. Se unió a The Notorious B.I.G., 2Pac, XXXTentacion y Juice WRLD como los únicos actos de hip hop en la historia que alcanzaron el número uno póstumamente. Además, las 19 pistas del álbum se ubicaron en el Billboard Hot 100 luego de su primera semana de lanzamiento. Pop Smoke mantuvo el récord de la mayor cantidad de canciones simultáneas en el Hot 100 póstumamente durante una semana, sin embargo lo perdió la semana siguiente debido a Juice WRLD. Los raperos estadounidenses XXXTentacion y Mac Miller anteriormente tenían el récord con diez cada uno. Más tarde, el álbum volvió al número uno en el Billboard 200, después de un descanso de tres meses. Fue el segundo álbum en 2020, después de My Turn de Lil Baby, en tener una larga espera entre semanas en el número uno.
A nivel internacional, el álbum también debutó en el número uno en Australia, Canadá, Dinamarca, Finlandia, Irlanda, Holanda, Nueva Zelanda y Suiza, mientras que alcanzó los diez primeros en varios otros países. Más tarde, el álbum alcanzó el número uno en el Reino Unido, en su duodécima semana en las listas.

## Lista de canciones
| N.º | Título                                        | Producer(s)   | Duración |  |
| 1.  | «Bad Bitch from Tokyo» (Intro)                | 808Melo       | 0:48     |  |
| 2.  | «Aim for the Moon» (con Quavo)                | WondaGurl     | 2:56     |  |
| 3.  | «For the Night» (con Lil Baby y DaBaby)       |               | 3:10     |  |
| 4.  | «44 Bulldog»                                  | MobzBeatz     | 2:31     |  |
| 5.  | «Gangstas»                                    | CashMoneyAP   | 2:40     |  |
| 6.  | «Yea Yea»                                     | Hakz Beats    | 3:06     |  |
| 7.  | «Creature» (con Swae Lee)                     | 808Melo       | 3:23     |  |
| 8.  | «Snitching» (con Quavo y Future)              | Buddah Bless  | 4:19     |  |
| 9.  | «Make It Rain» (con Rowdy Rebel)              | Yamaica       | 3:22     |  |
| 10. | «The Woo» (featuring 50 Cent and Roddy Ricch) |               | 3:22     |  |
| 11. | «West Coast Shit» (con Tyga y Quavo)          | Mustard       | 3:12     |  |
| 12. | «Enjoy Yourself» (con Karol G)                | Palaze        | 3:18     |  |
| 13. | «Mood Swings» (con Lil Tjay)                  | Beat Menace   | 3:33     |  |
| 14. | «Something Special»                           | Kdi           | 2:38     |  |
| 15. | «What You Know bout Love»                     | Tash          | 2:40     |  |
| 16. | «Diana» (featuring King Combs)                | SpunkBigga    | 3:09     |  |
| 17. | «Got It on Me»                                | Young Devante | 2:45     |  |
| 18. | «Tunnel Vision» (Outro)                       | 808Melo       | 2:13     |  |
| 19. | «Dior» ((bonus track))                        | 808Melo       | 3:36     |  |

Edición de lujo
| Deluxe edition (bonus tracks) |                                          |                  |          |  |
| N.º                           | Título                                   | Producer(s)      | Duración |  |
| 20.                           | «Hotel Lobby»                            | 808Melo          | 2:31     |  |
| 21.                           | «Showin Off Pt. 1» (con Fivio Foreign)   | 808Melo          | 1:36     |  |
| 22.                           | «Showin Off Pt. 2» (con Fivio Foreign)   | Szamz            | 3:12     |  |
| 23.                           | «Iced Out Audemars» (con Dafi Woo)       | Rico Beats       | 3:03     |  |
| 24.                           | «Woo Year» (con Dread Woo)               | CashMoneyAP      | 3:02     |  |
| 25.                           | «Tsunami» (con Davido)                   | 808Melo          | 3:29     |  |
| 26.                           | «Backseat» (con PnB Rock)                | BloodPop         | 2:51     |  |
| 27.                           | «Imperfections» (Interlude)              | Band on the Beat | 1:48     |  |
| 28.                           | «She Feelin Nice» (con Jamie Foxx)       | WondaGurl        | 2:35     |  |
| 29.                           | «Paranoia» (con Gunna y Young Thug)      | The Elements     | 3:33     |  |
| 30.                           | «Hello» (con A Boogie wit da Hoodie)     | CashMoneyAP      | 3:11     |  |
| 31.                           | «Be Clearr»                              | Relly Made       | 3:22     |  |
| 32.                           | «Yea Yea» (Remix; con Queen Naija)       | Hakz Beats       | 3:37     |  |
| 33.                           | «Diana» (Remix; con King Combs y Calboy) | SpunkBigga       | 3:54     |  |
| 34.                           | «Enjoy Yourself» (Remix; con Burna Boy)  | Palaze           | 3:18     |  |

Target edition
| Target edition (bonus tracks) |                                      |             |          |  |
| N.º                           | Título                               | Producer(s) | Duración |  |
| 20.                           | «Hello» (con A Boogie wit da Hoodie) | CashMoneyAP | 3:11     |  |
| 21.                           | «Hotel Lobby»                        | 808Melo     | 2:31     |  |

## Posicionamiento en lista
| Lista (2020)                            | Posiciones |
| --------------------------------------- | ---------- |
| Alemania (Media Control Charts)         | 9          |
| Australia (ARIA)                        | 1          |
| Austria (Ö3 Austria)                    | 1          |
| Bélgica (Ultratop flamenca)             | 2          |
| Bélgica (Ultratop valona)               | 3          |
| Canadá (Billboard Canadian Albums)      | 1          |
| República Checa (ČNS IFPI)              | 4          |
| Dinamarca (Hitlisten)                   | 1          |
| Países Bajos (Album Top 100)            | 1          |
| Finlandia (Suomen Virallinen Lista)     | 1          |
| Francia (SNEP)                          | 3          |
| Irlanda (OCC)                           | 1          |
| Italia (FIMI)                           | 9          |
| Lithuanian Albums (AGATA)               | 5          |
| Nueva Zelanda (Recorded Music NZ)       | 1          |
| Noruega (VG-lista)                      | 1          |
| Spanish Albums (PROMUSICAE)             | 26         |
| Reino Unido (UK Albums Chart)           | 1          |
| Suecia (Sverigetopplistan)              | 3          |
| Suiza (Schweizer Hitparade)             | 1          |
| Estados Unidos (Billboard 200)          | 1          |
| Estados Unidos (Top R&B/Hip-Hop Albums) | 1          |
| Estados Unidos (Top Rap Albums)         | 1          |